# Ofenzíva Tet
Ofenzíva Tet (30. leden 1968 – 23. září 1968) byla vojenská operace během Vietnamské války. Jednalo se o ofenzívu severovietnamské armády pod velením gen. Vo Nguyen Giapa a Vietkongu pod velením gen. Tran Van Traa. Započala na Vietnamský Nový rok – Tết.
Jejím cílem bylo vyvolání rozsáhlého povstání v celém Jižním Vietnamu, které by vedlo k dobytí Saigonu a fakticky tím ukončilo válku. Rozsáhlá ofenzíva, která americkou a jihovietnamskou armádu zaskočila, byla z větší části v krátkém čase odražena, přičemž protivník utrpěl těžké ztráty. Přestože ofenziva po vojenské stránce zcela ztroskotala, byla politickým vítězstvím Severního Vietnamu. Měla silný vliv na americké veřejné mínění a tím přispěla k pozdějšímu stažení USA z konfliktu.

## Popis

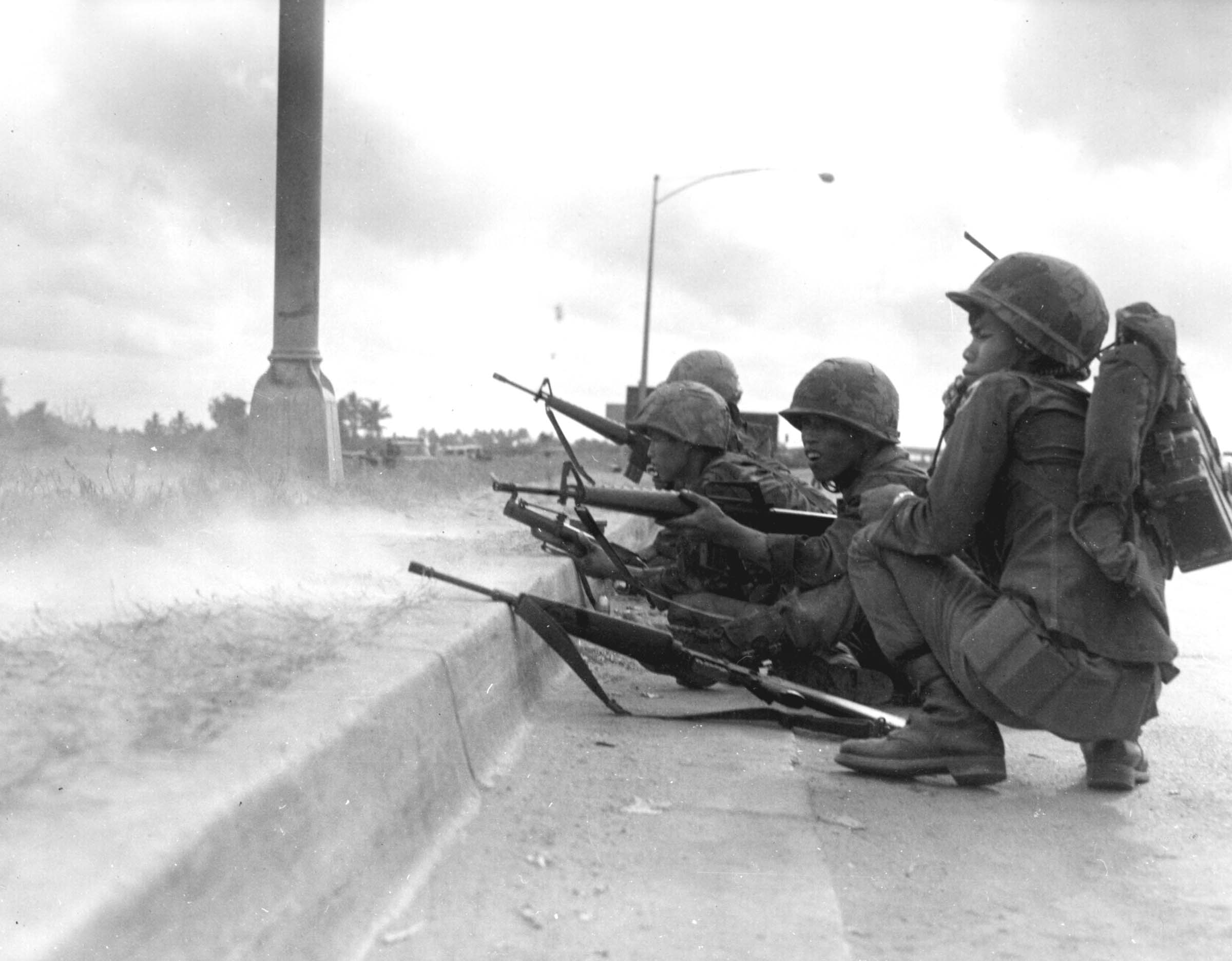
ARVN Rangers v akci při obraně Saigonu během ofenzívy Tet

Severovietnamci naplánovali novou ofenzívu na svátky „Tet“, vietnamský Nový rok – největší svátek v roce, kdy bude klid zbraní, Američané budou méně ostražití, Jihovietnamci budou oslavovat a většina z jejich vojáků bude na dovolené doma. Američané od konce roku 1967 zachytávali zprávy a zajatce, kteří tvrdili, že přijde ofenzíva, která vyžene všechny interventy ze země. Těmto zprávám nepřisuzoval nikdo velký význam, protože právě v průběhu roku 1967 utrpělo partyzánské hnutí nejtěžší ztráty. Z čistě vojenského hlediska bylo pro partyzány nemožné udržet obývané oblasti, na které se ofenzíva měla soustředit, pod kontrolou. Partyzánům se ale postupně podařilo odlákat velké množství amerických jednotek do neobývaných pohraničních oblastí. Jednou z nich byla odloučená základna americké Námořní pěchoty Khe Sanh, nacházející se nedaleko místa, kde se setkávaly jihovietnamská, severovietnamská a laoská hranice. Tam soustředili partyzáni obrovské množství vojáků a vydali falešné zprávy o tom, že hlavní útok celé ofenzívy bude směřovat právě sem.
Zatímco se celý svět díval na boje v okolí Khe Sanhu, Vietkong infiltroval všechna významnější jihovietnamská města. Po celém Jižním Vietnamu, s výjimkou Khe Sanhu, začalo platit koncem ledna 1968 příměří. Američané brali dosavadní zprávy na lehkou váhu a o to větší bylo překvapení, když se v noci z 30. na 31. ledna 1968 spustily nečekané boje po celé zemi. Každé větší město se stalo cílem útoků Vietkongu i partyzánů. Tvrdé boje hned od počátku probíhaly v Saigonu, kde se terčem partyzánského komanda stalo americké velvyslanectví ale i prezidentský palác a většina významných institucí a objektů. Zprvu partyzáni pronikli do většiny měst, Američané, ale i ARVN, která se nedala zaskočit, se dali na rozhodný odpor a brzy vyhnali většinu partyzánů z velkých měst.
Jediné větší město, v kterém se partyzáni udrželi delší dobu bylo Hue. Toto město, historický klenot krajiny, bylo jihovietnamskými obránci považováno za nevojenský cíl. O to větší bylo jejich překvapení, když se Vietkong prostřílel do centra města a zřídil si velitelství uprostřed historické citadely, velké středověké pevnosti, sídla někdejších vietnamských panovníků.
Spolu s partyzány pronikli do města i komunističtí komisaři, jejichž úlohou bylo likvidovat nepřátele lidu.[zdroj⁠?!] Mezi ně podle kritérií Vietkongu patřili příslušníci inteligence, úředníci, státní zaměstnanci, policisté, kněží, obchodníci, cizinci a množství žen a dětí.[zdroj⁠?!] Uprostřed toho všeho se americká Námořní pěchota a jednotky jihovietnamských výsadkářů pokoušely o protiútok, kterým chtěli vyhnat partyzány z města. Ti se ale postavili na tvrdý odpor, bojovalo se o každou ulici, každý dům, každý metr města. Vietkong se spoléhal na to, že v bojích nebudou použity těžké zbraně a letecká podpora, kvůli historické hodnotě města, stejně tak kvůli přítomnosti civilního obyvatelstva. Američané však přece jen po prvních dnech těžkých bojů povolali letectvo, protože dobývání každého metru města by muselo být vykoupeno vysokými ztrátami. O město se bojovalo poměrně dlouho a tvrdě, ale po tom co se 1. jízdní divizi podařilo uzavřít poslední mezeru v obklíčení okolo města, byl osud partyzánů zpečetěn. O dva dny později, 23. února 1968 padli poslední z partyzánů, kteří pronikli do citadely. Město Hue bylo opět v rukách Američanů. Cena za toto vítězství byla ale vysoká. Padlo skoro 600 amerických a jihovietnamských vojáků, další 3 000 byly raněny. Padlo více než 5 000 partyzánů, jen 89 bylo zajato. Nejhorší osud ale postihl civilní obyvatelstvo – zahynulo 5 800 obyvatel města, 116 000 jich zůstalo bez střechy nad hlavou.
Zatímco se zbytek země začal vzpamatovávat z těžkých bojů, boje pokračovaly v pohraniční základně Khe Sanh. Ta byla od 21. ledna obklíčena několika divizemi VLA. Do okolí základny bylo v průběhu bitvy shozeno 110 000 tun bomb a napalmu, bylo to nejintenzivnější bombardování jednoho místa v historii vojenství. Severovietnamské jednotky v oblasti začaly začátkem dubna ustupovat. Americká 1. jízdní divize, která byla vyslána na pomoc obklíčené základně, je sice pronásledovala, ale nemohla překročit hranice Vietnamské republiky. VLA utrpěla v okolí Khe Sanhu katastrofální ztráty, podle odhadů padlo 10 až 15 000 jejích bojovníků. Americké ztráty byly v porovnání s jejich nízké, padlo jen něco více než 400 vojáků. Z nepochopitelných důvodů byla ale americká základna v Khe Sanhu po skončení bojů opuštěna a nechána napospas partyzánům, kteří se o několik let později vrátili a začali jí používat.

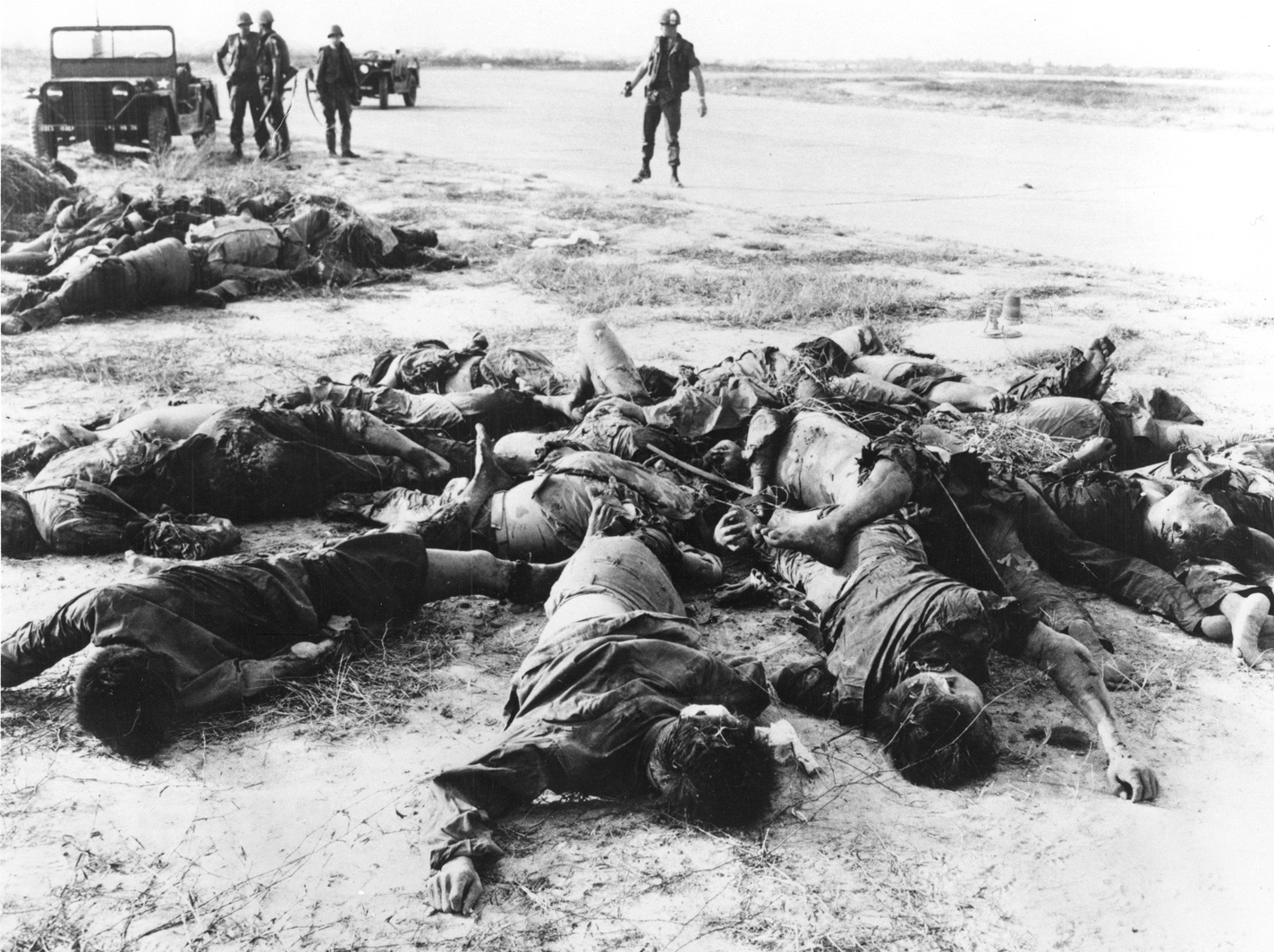
Pobití vietkongové během ofenzivy Tet

Z vojenského hlediska ofenzíva „Tet“ skončila pro komunisty debaklem, namísto všeobecného povstání vyprovokovali mezi řadovými, do bojů dosud nezapojenými Jihovietnamci spíše nenávist. V průběhu prvního týdne bojů padlo okolo 30 000 partyzánů. Podařilo se jim však jiné celkem nečekané vítězství, americká veřejnost, která byla do té doby chlácholena tvrzeními, že válka se brzy skončí, najednou viděla v televizi nové ještě krutější boje, než kdykoliv předtím. A jako by to nestačilo, ani po skončení bojů nebyli komunisté o nich ochotnější jednat o míru. Bylo jasné, že válka se povleče. Ve Spojených státech začala převládat protiválečná nálada ještě více a byl vyvíjen velký tlak, aby byla americká vojska stáhnuta.
K tomu se přidalo, že ráno 16. března 1968 vkročili američtí vojáci na běžné kontrolní hlídce do vesnice My Lai – to ještě nikdo netušil, že se stanou iniciátory barbarského masakru, při kterém přijde o život více než 500 civilistů (podle amerických zdrojů se jednalo o 175 obětí). Střelbu do civilistů inicioval velitel pěší čety, která vykonávala hlídku, zastavil ji až zákrok jednoho z pilotů vrtulníku, který pro výstrahu začal střílet těsně nad hlavy Američanů. Bohužel nešlo o ojedinělý incident. Deprimovaní američtí vojáci si často vylévali zlost na civilním obyvatelstvu, na kterém jim mnohdy příliš nezáleželo a které (ať už v daném případě oprávněně či nikoliv) podezřívali z podpory Vietkongu. Partyzáni, ale i vládní jihovietnamská armáda, se ovšem ke svým krajanům chovali s podobnou, pokud ne ještě větší, krutostí jako cizinci. Civilisté si v průběhu války vytrpěli ponižování a nezákonnosti od obou bojujících stran. Jako výsměch zní, že partyzáni, Američané i Jihovietnamci tvrdili, že bojují za demokracii a lidská práva či za vietnamský lid. Partyzáni neváhali mrzačit a zabíjet své krajany, používat jich jako živé štíty a přitom ještě obviňovat Američany z barbarských válečných zločinů, které páchají na vietnamském lidu.
„…zdálo se, že nestranní lidé jsou na tom ze všech nejhůř. Zabíjel je Vietkong, zabíjela je Jihovietnamská armáda. Ubozí nešťastníci.“
Po neutralizaci ofenzívy „Tet“ byli Američané z čistě vojenského hlediska ve skutečnosti blíže k vítězství, než před jejím začátkem, ale tento fakt si v té době uvědomoval jen málokdo a byl nakonec i jen málo podstatný. Na schopnost USA pokračovat ve válce mělo rozhodující vliv především americké veřejné mínění a celková důvěra veřejnosti ve vedení ozbrojených sil i státu. Rozsah ofenzivy, její překvapivost, závažnost i úspěchy v první fázi měly po předchozích prohlášeních amerických špiček v tom smyslu, že nepřítel již je na pokraji porážky na tuto důvěru fatální vliv a konec války se nyní zdál být v nedohlednu.
Nepochybné je, že Vietkong byl po těžkých bojích těžce otřesen. Jeho úlohu na jihu musela definitivně zastoupit VLA, která už nebyla tvořena jen přesvědčenými bojovníky zocelenými aktivním bojem v Jižním Vietnamu, ale převážně branci ze Severního Vietnamu. Dle některých výkladů tím válka ve Vietnamu po tomto období již definitivně ztratila svůj národně osvobozovací charakter a nadále šlo už víceméně o čistý boj dvou samostatných států. Tento výklad je ovšem smysluplný pouze pokud na Vietnam nepohlížíme jako na jediný, uměle rozdělený stát a národ.
Do konce roku 1968 už ve Vietnamu neproběhlo jiné větší ozbrojené střetnutí. To ale neznamená, že by vojáci dále neumírali v přestřelkách v džungli, palbou ostřelovačů či při drtivých útocích amerického letectva. Partyzáni se více soustředili na kladení min a partyzánské přepady. Dále se pokoušeli udržet si ty oblasti, které měli pod kontrolou před ofenzívou „Tet“ a nahradit své ztráty.